# Hans-Günther Thalheim
Hans-Günther Thalheim (* 5. Mai 1924 in Chemnitz; † 3. Dezember 2018 in Berlin) war ein deutscher Germanist und Literaturwissenschaftler. Er war Professor für neue deutsche Literatur sowie Herausgeber.

## Leben
Nach der Schulbildung in seiner Heimatstadt leistete Hans-Günther Thalheim, Sohn eines Beamten, 1943 und 1944 seinen militärischen Ersatzdienst als Lehrer in Kärnten. Im Anschluss studierte er Germanistik, Geschichte und Philosophie an der Albert-Ludwigs-Universität Freiburg im Breisgau, unter anderem bei Walter Rehm und Martin Heidegger.
Trotz einer starken Sehschwäche musste Thalheim 1944 erst in einer Chemnitzer Waffenfabrik arbeiten und wurde dann bis zum Frühjahr 1945 bei Peenemünde eingesetzt. Bei Leipzig geriet Thalheim in Kriegsgefangenschaft. Nachdem er in amerikanischen und französischen Gefangenenlagern inhaftiert gewesen war, wurde er 1946 freigelassen. Thalheim kehrte nach Chemnitz zurück, bewarb sich als Neulehrer und bekam eine Stelle als Deutsch- und Geschichtslehrer an einer Oberschule. 1948 zog er nach Leipzig, um das abgebrochene Studium fortzuführen, und arbeitete zeitgleich als Dozent an der Arbeiter-und-Bauern-Fakultät.
Nach einer Zwischenstation als Referent im Staatssekretariat für Hochschulwesen in Berlin lebte und arbeitete Thalheim von 1951 bis 1957 in Weimar. Anfangs war er als wissenschaftlicher Mitarbeiter und Assistent von Gerhard Scholz im Goethe- und Schiller-Archiv tätig. Ab 1954 gab er dann gemeinsam mit Louis Fürnberg die Weimarer Beiträge heraus. Die Zeitschrift befasst sich mit der Weimarer Klassik und wird viermal im Jahr veröffentlicht. Thalheim blieb bis 1963 ihr Herausgeber.
Zwischen 1957 und 1964 lehrte er als Professor für neue deutsche Literatur an der Humboldt-Universität zu Berlin. Ende 1964 bekam Thalheim das Angebot, an die Akademie der Wissenschaften zu Berlin zu wechseln. Dort wurde er Direktor des Instituts für deutsche Sprache und Literatur, blieb es allerdings auf Grund einer Reform innerhalb der Akademie nur bis 1968. Ab 1967 befasste er sich mit der wissenschaftlichen Arbeit an einer Enzyklopädie für marxistische Literaturgeschichte und war Vorsitzender des Herausgeberkollektivs. Die Arbeit an diesem elfbändigen Werk dauerte bis 1979 und behandelte sämtliche deutsche Schriftsteller seit dem 18. Jahrhundert.
Obwohl Thalheim sich mit einem breiten Spektrum literaturwissenschaftlicher Forschungen befasste, bildete den Schwerpunkt das 18. Jahrhundert und im Besonderen die Sturm-und-Drang-Phase der Deutschen Klassik. Im Zentrum stand dabei seine fast 50-jährige Beschäftigung mit Friedrich Schiller, über den er 1961 habilitiert hatte. Außerdem entstanden Arbeiten zu Johann Joachim Winckelmann, Johann Wolfgang von Goethe und Heinrich von Kleist. Thalheims Analysen verbanden die Dichtung stets mit dem historischen Zeitgeschehen, gingen damit über Sprach- und Stilanalysen hinaus, indem sie sie als Ausdruck sozialer und politischer Widersprüche ihrer jeweiligen Epoche auffassten.
Seit 1989 war Thalheim emeritiert. Er lebte in Berlin und starb dort im Dezember 2018 im Alter von 94 Jahren.

## Auszeichnungen
- 1976 Nationalpreis der DDR
- 1987 Lessing-Preis
- 1989 Johannes-Stroux-Medaille
- 1989 Goldene Goethe-Medaille

## Bibliographie (Auswahl)

### Monographien/Editionen
- 1954 Zeitkritik und Wunschbild des frühen Winckelmann. Jena, Univ., Diss.
- 1959 ff Germanistische Studien / Hrsg. (u. a.) Rütten & Loening, Berlin
- 1961 Der junge Schiller Berlin, Humboldt-Univ., Habil.-Schrift
- 1964 Bräkers Werke in einem Band / Hrsg. Aufbau Verlag, Berlin, Weimar. 3. neubearbeitete Auflage, Aufbau Verlag, Berlin 1989
- 1966 Des Knaben Wunderhorn. Gesammelt von Ludwig Achim von Arnim und Clemens Brentano / Hrsg. Rütten & Loening, Berlin, 3. neubearb. Aufl. 1989
- 1968 Deutsche Bibliothek. Studienausgaben zur neueren deutschen Literatur / Hrsg. (u. a.) Akademie Verl., Berlin
- 1969 Zur Literatur der Goethezeit. Rütten & Loening, Berlin
- 1970 Studien zur Literaturgeschichte und Literaturtheorie / Hrsg. (u. a.) Rütten & Loening, Berlin
- 1973 Geschichte der deutschen Literatur / Hrsg. (u. a.). Volk und Wissen, Berlin
- 1980 Schiller. Sämtliche Werke in zehn Bänden, Berliner Ausgabe / Hrsg. (u. a.) Aufbau Verl., Berlin, Reprint 2005
- 1984 Friedrich Wilhelm von Hoven, Lebenserinnerungen / Hrsg. Rütten & Loening, Berlin
- 1989 Stolpe, Heinz: Aufklärung, Fortschritt, Humanität. Studien und Kritiken / Hrsg. Aufbau Verl., Berlin

### Zeitschriften
- 1955–63 Weimarer Beiträge / Hrsg. (u. a.), Weimar (ab 1964 Mitglied des Redaktionsbeirates)

### Aufsätze
- 1960 Schillers „Demetrius“ als klassische Tragödie, in: Weimarer Beiträge, Weimar 1–2, S. 22–86
- 1961 Notwendigkeit und Rechtlichkeit der Selbsthilfe in Schillers „Wilhelm Tell“, in: Goethe. Neue Folge des Jahrbuchs der Goethe-Gesellschaft, Weimar 18, S. 216–257
- 1962 Kritische Bemerkungen zu den Literaturauffassungen Georg Lukács und Hans Mayers, in: Weimarer Beiträge, Weimar 2, S. 138–171
- 1965 Kleists „Prinz Friedrich von Homburg“, in: Weimarer Beiträge, Weimar 4, S. 483–550
- 1974 Schillers Dramen von „Maria Stuart“ bis „Demetrius“, in: Weimarer Beiträge, Weimar 1, S. 5–33; 2, S. 99–130
- 1975 Bauernkrieg und frühbürgerliche Revolution beim jungen Herder und Goethe, in: Weimarer Beiträge, Weimar 10, S. 24–47. Wiederabgedr. u. d. Titel: Zur Rezeption der Reformation und des Bauernkriegs beim jungen Herder und jungen Goethe, in: Renaissanceliteratur und frühbürgerliche Revolution / hrsg. von Robert Weimann (u. a.), Berlin u. a., S. 299–333
- 1976 Zu Aspekten der Tolstoi-Artikel Lenins, in: Dialog über Tradition und Erbe / hrsg. von Dieter Schiller (u. a.) Berlin, S. 76–85.
- 1979 Zum Problem des geschichtlich handelnden Menschen bei Schiller, in: Weimarer Beiträge, Weimar 1, S. 5–21. Wiederabgedr. in: Deutsche Klassik und Revolution / hrsg. von Paolo Chiarini (u. a.) Roma 1981, S. 241–263.
- 1980 Zu Problemen der Wertung in der Literaturgeschichtsschreibung, in: Weimarer Beiträge, Weimar 10, S. 94–100.
- 1981 „Und der Mensch versuche die Götter nicht ...“ Zum Kernmotiv in Schillers „Taucher“, in: Goethe Jahrbuch, hrsg. von Karl-Heinz Hahn, Weimar 28, S. 62–71.
- 1982 Zum Problem der weltanschaulichen Entscheidung des Menschen in Schillers „Taucher“, in: Zeitschrift für Germanistik, Leipzig 4, S. 423–437
- 1983 Materialien zur Geschichte der marxistischen germanistischen Literaturwissenschaft in der DDR. Gespräch mit Hans-Günther Thalheim, in: Zeitschrift für Germanistik, Leipzig 3, S. 261–277
- 1984 Der württembergische Pietismus im Erfahrungshorizont des frühen Schiller, in: Weimarer Beiträge 11, S. 1823–1848
- 1986 Bürgerlich-humanistisches und sozialistisches Erbe. Diskussion einer Arbeitsgruppe. Autorenkonferenz „30 Jahre Weimarer Beiträge“, in: Weimarer Beiträge 4, S. 588–621
- 1986 „Fabel“, „Laokoon-Problem“, das „Tragische“ in: Wörterbuch der Literaturwissenschaft / hrsgg. von Claus Träger, Leipzig, S. 156, 287, 522–523
- 1987 Zeitalterkritik und Zukunftserwartung. Zur Grundkonzeption in Schillers frühen Dramen, in: Friedrich Schiller, Angebot und Diskurs / hrsg. von Helmut Brandt, Berlin, Weimar, S. 141–159. Wieder abgedr. in: Jahrbuch des Wiener Goethe-Vereins. Hrsgg. von Herbert Zeman. 92/93.1988/1989, S. 101–116.
- 1999 Lebensplan, Eingliederungszwang, Selbsterkundung. Kleists Landschafts- und Städtebilder während der Reise nach Würzburg, in: Beiträge zur Kleist-Forschung / hrsgg. von Wolfgang Barthel (u. a.), Frankfurt (Oder) 13, S. 17–60

### Vorträge
- 1958 Goethes Ballade „Die Braut von Korinth“. Diskussionsvortrag, gehalten auf der Hauptversammlung der Goethe-Gesellschaft in Weimar am 31. Mai 1958, in: Goethe. Neue Folge des Jahrbuchs der Goethe-Gesellschaft, Weimar 20, S. 28–44
- 1959 Schillers Stellung zur Französischen Revolution und zum Revolutionsproblem. Festvortrag auf der Schiller-Ehrung der Humboldt-Universität zu Berlin, in: Forschen und Wirken: Festschrift zur 150-Jahr-Feier der Humboldt-Universität zu Berlin, Berlin 3. 1960, S. 193–211